# 久留米市立浮島小学校
久留米市立浮島小学校（くるめしりつうきしましょうがっこう）は、福岡県久留米市城島町浮島に存在した公立小学校。 2021年3月31日をもって閉校し、久留米市立下田小学校と共に久留米市立城島小学校へ統合された。

## 沿革
- 1873年 - 私立新家小学校として設立
- 1880年 - 浮島分校を設立
- 1886年 - 浮島小学校簡易科と改称
- 1890年 - 浮島尋常小学校と改称
- 1901年 - 現在地に校舎を移転
- 1941年 - 浮島国民学校と改称
- 1946年 - 浮島小学校と改称
- 1953年 - 大洪水により大きな被害を受ける
- 1957年 - 学校用地北側を埋め立て
- 1966年 - 鉄筋コンクリート2階建て校舎改築
- 1970年 - プールを新設
- 1972年 - 体育館を新築
- 1973年 - 創立100周年記念。校門改築、運動場緑化
- 1984年 - 浮島明神350周年を記念して校旗制作
- 1998年 - 正門を移設
- 2005年 - 三潴郡城島町の久留米市編入に伴い城島町立から久留米市立へ変更
- 2007年 - 複式学級を導入
- 2014年 - 創立140周年記念式典を開催
- 2015年 - 優れた「地域による学校支援活動」推進にかかる文部科学大臣賞受賞
- 2021年 - 3月31日 閉校[2]。